# Gare de Foix
Gare de Foix vasútállomás Franciaországban, Foix településen.

## Vasútvonalak
Az állomást az alábbi vasútvonalak érintik:
- Portet-Saint-Simon–Puigcerdà-vasútvonal
- Foix-Saint-Girons railway line

## Kapcsolódó állomások
A vasútállomáshoz az alábbi állomások vannak a legközelebb:
- Gare de Pamiers
- Gare de Tarascon-sur-Ariège
- Gare de Saint-Jean-de-Verges